# ۹۹ درصد نامرئی
۹۹٪ نامرئی یک پادکست رادیویی مستقل است که توسط رومان مارس تولید می‌شود و روی مباحث دیزاین و معماری تاکید دارد.
این پادکست به عنوان یک پروژه مشترک بین رادیو عمومی سان فرانسیسکو و انستیتوی معماری آمریکا در سان فرانسیسکو شروع به کار کرد و توسط PRX منتشر شد. این مجموعه یکی از پادکست های شبکه رادیوتوپیا (Radiotopia) است.